# Joan Colomé i Rius
Joan Colomé Rius fou un compositor i teòric musical del segle xix.
És l’autor de l’obra pedagògica Teoria de la música. Principios elementales de la música, arreglados para los alumnos de 1º, 2º, 3º y 4º curso de solfeo, que es va publicar a Barcelona per J. Cunill, l’any 1889.
Es conserva una obra seva, una mazurka per a piano, al fons musical de la Basílica de Santa Maria d'Igualada (SMI) de l'Arxiu Comarcal de l’Anoia.